# Necolio petiolatus
Necolio petiolatus är en stekelart som först beskrevs av Smith 1859.  Necolio petiolatus ingår i släktet Necolio och familjen brokparasitsteklar. Inga underarter finns listade i Catalogue of Life.